# Kervo stadsvapen

Kervo stadsvapen (1956-).

Kervo stadsvapen är det heraldiska vapnet för Kervo i det finländska landskapet Nyland. Det nuvarande vapnet ritades av Ahti Hammar och fastställdes 1956. Motivet är en fogning gjord av en snickare, snedslå, och det hänvisar till snickeriindustrin, som var den mest betydande industribranschen i Kervo under mitten av 1900-talet.

## Det tidigare vapnet

Kervo stadsvapen (1946–1955).

Det tidigare vapnet ritades av Ilmari Tapiovaara och var i bruk mellan 1946 and 1955. Vapnet ändrades eftersom det ansågs icke-heraldiskt på grund av sitt bruk av bokstäver.